# Colias tyche
Colias tyche é uma borboleta da família Pieridae. Ela é encontrada a partir do oeste de Baffin, ao longo da Baía de Hudson, e nas costas do Nunavut e Territórios do Noroeste do continente e na sul das Ilhas do Ártico ao norte de Yukon, no Alasca, e na Eurásia.
A envergadura da borboleta é de 28-43 mm.
As larvas alimentam--se de espécies de leguminosas.

## Subéspecies
- C. t. tyche
- C. t. relicta Kurentzov, 1970
- C. t. werdandi Zetterstedt, 1839
- C. t. magadanica Churkin, Grieshuber, Bogdanov & Zamolodchikov, 2001
- C. t. flinti Churkin, Grieshuber, Bogdanov & Zamolodchikov, 2001
- C. t. olga Churkin, Grieshuber, Bogdanov & Zamolodchikov, 2001
- C. t. boothii Curtis, 1835
- C. t. thula Hovanitz, 1955